# 伊東京一
伊東 京一（いとう きょういち、1965年11月 - ）は日本の小説家、ライトノベル作家。東京都出身。

## 経歴・人物
2000年、伊東孝泰名義で投稿した「深緑の魔女」が第2回エンターブレインえんため大賞小説部門に入賞し、同作を改題した『BIOME 深緑の魔女』で作家デビューした。

## 作品リスト

### 小説
- BIOME 深緑の魔女（ファミ通文庫、2001年05月）イラスト：OKAMA
- クロスオーバー 純白の蟲鎧（ファミ通文庫、2002年03月）イラスト：寺田努
- 黒闇天女にご用心　ビンボー神は女子高生!?（ファミ通文庫、2003年01月）イラスト：宮下未紀
- バード・ハート・ビート 舞姫天翔!（ファミ通文庫、2005年08月）イラスト:pako
- バード・ハート・ビート 夜姫天炎!（ファミ通文庫、2007年06月）イラスト：pako
- 凶腕の獣、樹海の鬼 森林保護者フェイ・リー（徳間文庫、2019年9月）

### アンソロジー収録作品
「」内が伊東の作品
- 『ショートストーリーズ 僕とキミの15センチ』（ファミ通文庫、2017年10月）ISBN 978-4-04-734747-2「ジャンパーズ・ダイアリー」